# Кристине Лавант (награда)
Литературната награда „Кристине Лавант“ (на немски: Christine Lavant Preis) е учредена през 2016 г. от Международното дружество Кристине Лавант във Виена. Удостояват се „писателки и писатели, които в литературното си творчество – подобно на Кристине Лавант – обединяват високи естетически изисквания с хуманно поведение и общественокритичен поглед“.
Наградата е на стойност 15 000 €.

## Носители на наградата
- Катрин Шмит (2016)
- Бодо Хел (2017)
- Клаус Мерц (2018)